# محوطه جمجمه
محوطه جمجمه مربوط به دوره اشکانیان - دوره ساسانیان است و در شهرستان ایجرود، بخش مرکزی، دهستان گلابر، روستای قره دره، ۱۲۷۰ متری جنوب شرق روستا واقع شده و این اثر در تاریخ ۱۵ دی ۱۳۸۷ با شمارهٔ ثبت ۲۴۰۴۴ به‌عنوان یکی از آثار ملی ایران به ثبت رسیده است.